# Georg Heim

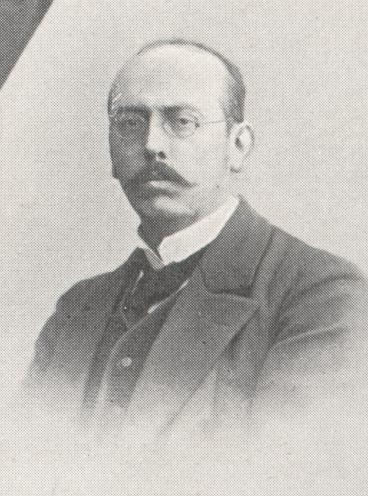
Georg Heim als Lehrer (1906)

Georg Heim, wegen seines lebenslangen Einsatzes zum Wohle der Bauern und nach seinem mit der Promotion abgeschlossenen Studium genannt  der Bauerndoktor, * 24. April 1865 in Aschaffenburg; † 17. August 1938 in Würzburg, war ein bayerischer Agrarpolitiker und Führer der katholischen Bauernbewegung in Bayern. Er war Mitbegründer der Bayerischen Volkspartei (BVP) und Wortführer des bayerischen Separatismus nach dem Zusammenbruch des Kaiserreiches am Ende des Ersten Weltkrieges.

## Leben, Studium  und Berufsbeginn als Abgeordneter
Georg Heim wurde 1865 als jüngstes von sechs Kindern des Posamenters Karl Heim und dessen Ehegattin Sophie Heim geb. Kessler in Aschaffenburg geboren, wo er das humanistische Gymnasium besuchte.
Nach dem Abitur in Würzburg studierte er von 1885 bis 1889 Neue Sprachen und Wirtschaftswissenschaften, zunächst zwei Semester an der Universität in Würzburg. Als er im Verlauf des Studiums nach dem Tod seiner Eltern mittellos wurde, war er bis zum Studienabschluss als Redakteur eines Finanz-Fachblattes tätig. Während des Studiums in Würzburg hatte sich Heim 1894 der Burschenschaft Adelphia angeschlossen. Während seines weiteren Studiums in München an der Ludwig-Maximilians-Universität wurde er im dritten Semester aktives Mitglied des K.S.St.V. Alemannia München, in deren Festschrift zum 25. Gründungsjubiläum er 1906 erwähnt und abgebildet ist. Später wurde Heim Ehrenmitglied des KStV Erwinia, beide im KV. Ferner war Heim Mitglied der katholischen bayerischen Studentenverbindung K.B.St.V. Rhaetia. Seine Mitgliedschaft in der Burschenschaft Adelphia gab er auf, als diese darauf hinwies, dass es nicht möglich sei, Mitglied der Deutschen Burschenschaft zu sein und gleichzeitig einem anderen Verband anzugehören.
Nach dem Staatsexamen für das Lehrfach der neueren Sprachen wurde er an der Realschule München verwendet. 1893 wurde Heim bei Lujo Brentano zum Dr. oec. publ. promoviert und danach Lehramtsassistent in Freising. Dort fand er Kontakt zum katholischen Geistlichen Balthasar von Daller, Gründer der Bayerischen Patriotenpartei, die nach 1887 zur Bayerischen Zentrumspartei wurde. Daller betraute Heim mit der politischen Leitung des „Freisinger Tagblatts“. Noch im selben Jahr äußerte Heim im Tagblatt offen deutliche Kritik am Ministerium des Inneren, die so aufmüpfig war, dass er als Lehramtsassistent in das protestantische Wunsiedel versetzt wurde. Dort lernte er erstmals die schwierigen wirtschaftlichen Verhältnisse kennen, unter denen Landwirtschaft betrieben werden musste und stellte sich daraufhin dem 1893 gegründeten Bayerischen Landesverband der Darlehnskassenvereine als Wanderlehrer zur Verfügung. Heim gründete auch selbst mehrere Darlehnskassenvereine, die den Bauern einen gemeinsamen, günstigen Einkauf ermöglichten und er gründete auch die Fichtelgebirgs-Verkaufsgenossenschaft, die beim Verkauf der Ernte behilflich war. Auch eine vom Innenminister angeordnete erneute Versetzung nach Ansbach konnte den zunehmenden Einfluss des Pädagogen, der zu einem Politiker geworden war, auf die Bauern nicht mehr bremsen, zumal Georg Heim ab 1897 dem Ansbacher Stadtrat angehörte und dann auch Abgeordneter im Landtag und im Reichstag wurde. Über die Amberger Volkszeitung machte Heim die Fuchsmühler Holzschlacht vom 30. Oktober 1894 publik und als Landtagsabgeordneter brachte Heim 1904/05 den Holzstreit zwischen Baron von Zoller und den Holzrechtlern zu einer friedlichen Einigung.

## Verlagerung nach Regensburg
1901 wurde der „Bayerische Christliche Bauernverein“ mit Sitz in Ansbach gegründet, unter dessen Dach die „Landwirtschaftliche Zentralgenossenschaft für Ein- und Verkauf“ entstand. Als Heim 1907 mit 41 Jahren vorzeitig den Schuldienst verlassen konnte, wurde die landwirtschaftliche Zentralgenossenschaft, deren geschäftsführender Direktor er war, nach Regensburg verlagert. Dort wurde das Hauptgebäude im westlichen Stadterweiterungsgebiet am Eck von Straubinger Straße und Weißenburgstraße bezogen. Neben den typischen geschäftlichen Aktivitäten einer landwirtschaftlichen Genossenschaft konnte die mit einem neuen Geschäftsmodell 1926 gegründete Zentralgenossenschaft (Genossenschaftliche Warenzentrale GEWA), die keine Dividenden ausschüttete auch Waisenhäuser, Kliniken und Bildungseinrichtungen betreiben. Bereits seit 1904, wurde der gesamte Reingewinn für sozial- und bildungspolitische Aufgaben ausgegeben. darunter die Bauernuniversität in Regensburg, die von 1907 bis 1932 existierte. Damit war Heim ganz im Sinne von Raiffeisen und Hermann Schulze-Delitzsch  zum Begründer der bayerischen Landvolkshochschulbewegung geworden. 1907 begann er, im Rahmen des landwirtschaftlichen Genossenschaftswesens Volkshochschulkurse in Regensburg zu geben. Schwerpunkt dieser Kurse waren Langzeitpädagogik und ganzheitliche Bildung für die Bevölkerung insbesondere in der an Regensburg angrenzenden strukturschwachen Region Niederbayern-Oberpfalz und im Hinterland im Bayerischen Wald. Zur Durchführung der Lehrveranstaltungen für „Bauernsöhne“ ließ Heim in der Orleansstraße ein Kursgebäude errichten, das nach dem Tod von Heim an die Regensburger Domspatzen verkauft wurde.

## Nachkriegszeit nach 1918
Die bayerischen Bauernverbände, die  sich 1898 unter Heim zum bayerischen Bauernverein zusammengeschlossen hatten, gründeten zum 1. April 1918 die Handelspolitische Vereinigung der landwirtschaftlichen Körperschaften Bayerns einschließlich Müllerei und Mälzerei, deren Ziel es war, die geplante Zollunion mit Österreich-Ungarn zu verhindern, in der Heim Nachteile für die bayerische Landwirtschaft sah. 1920 wurde Heim Präsident der Bayerischen Bauernkammer.
Schon während des Kaiserreiches und auch nach dem Zusammenbruch infolge der Kriegsereignisse im Herbst und Winter 1918 hatte Heim in zahlreichen Artikeln des „Bayerischen Kuriers“ eine strikt separatistische Haltung vertreten. Bayern sollte aus dem Deutschen Reich austreten und einen Zusammenschluss mit Vorarlberg, Tirol, Salzburg und Oberösterreich anstreben. Während der kurzen Regierungszeit von Kurt Eisner als dem ersten Ministerpräsidenten des Freistaats Bayern von November 1918 bis Februar 1919, attackierte Heim den Ministerpräsidenten mehrfach mit antisemitischen Untertönen (was unter anderem die Kritik Max Webers provozierte). Auch die Forderung nach Einführung einer Warenhaussteuer, die z. B. gegen den jüdischen Kaufmann Oscar Tietz und gegen den ehemals jüdischen, dann protestantisch gewordenen Kaufmann Georg Wertheim gerichtet war, diente ihm als Mittel judenfeindlicher Agitation. 1901 stellte er im bayerischen Landtag sogar einen Antrag zur Beschränkung der Anzahl von Juden in der Justiz „im Verhältnisse der israelitischen Bevölkerung zur Gesamtbevölkerung“. Daneben zeichnete Heim das Bild einer angeblichen „jüdischen Pressemacht“ und definierte Juden wie auch Nicht-Juden in rassischen Kategorien.

### Parteimitgliedschaft
Heim war ursprünglich Mitglied der Deutschen Zentrumspartei (Zentrum). Am 12. November 1918, nach Beginn der Novemberrevolution, gehörte er zu den Gründern der Bayerischen Volkspartei (BVP), die zunächst noch keine vollständig Abtrennung von der Zentrumspartei vollzog. Die BVP hatte vielmehr zum Ziel, den Einfluss Bayerns innerhalb der Zentrumspartei zu stärken. Zugleich sollte der Einfluss Berlins auf die bayerische Politik zurückgedrängt werden. Dabei vertrat Heim explizit die Forderung nach einem Austritt von Bayern aus dem Deutschen Reich. Die sog. „Los-von Preußen“-Bewegung fasste das in die Parolen: „Wir haben es satt, in Zukunft von Berlin regiert zu werden“, „Wir lehnen die preußische Vorherrschaft ab“, „Bayern den Bayern“ soll er gesagt haben.
Am 9. Januar 1920 beschloss die BVP auf ihrem Münchener Parteitag die Loslösung ihrer Abgeordneten in der Nationalversammlung von der Zentrumsfraktion. Noch im selben Jahr beteiligte sich die BVP auf Betreiben Heims nicht mehr am Berliner Parteitag des Zentrums.
Heim scheute jetzt nicht mehr vor Allianzen mit den Sozialdemokraten zurück und erreichte mit deren Hilfe, unterstützt vom BVP-Landtagsabgeordneten Heinrich Held, eine Änderung des ungerechten Kommunalwahlrechts für Großstädte in Bayern. Erreicht wurde eine drastische Herabsetzung der Bürgerrechtsgebühr zur Erlangung des Kommunalwahlrechts für arme Bevölkerungsschichten. Während der nach der Kommunalwahl folgenden Zeit im Magistrat von Regensburg pflegte Heim eine von gegenseitigem Respekt getragene Beziehung zum damaligen liberalen Bürgermeister Otto Geßler.

## Stationen als Abgeordneter
Heim gehörte bis 1907 dem Gemeinderat und bis 1911 dem Magistrat von Regensburg an. Von 1897 bis 1911 war er Mitglied der Kammer der Abgeordneten im Königreich Bayern und von 1918 bis 1928 Landtagsabgeordneter im Freistaat Bayern. Dem Reichstag des Kaiserreiches gehörte er von 1897 bis 1912 für den Wahlkreis Oberpfalz 5 (Neustadt an der Waldnaab) an. 1919/20 war er Mitglied der Weimarer Nationalversammlung. Im Gegensatz zur Mehrheit der Zentrumsfraktion stimmte er am 22. Juni 1919 nicht für die Unterzeichnung des Versailler Vertrages, sondern enthielt sich der Stimme. Anschließend war er bis Mai 1924 erneut Reichstagsabgeordneter.
Bedingt auch durch die Festigung der Weimarer Republik geriet Heim zunehmend in eine innerparteiliche Außenseiterposition und wurde 1925 nach inneren Streitigkeiten als Abgeordneter abgewählt.

## Zeit des Nationalsozialismus, Abdankung  und Tod
Heims Haltung zum Nationalsozialismus ist zwar noch nicht gut erforscht, hatte aber persönlich geprägte Besonderheiten. Er hatte nicht für die Weimarer Verfassung gestimmt, unterstützte aber später den Reichspräsidenten Paul von Hindenburg und bezeichnete Adolf Hitler, als einen gewissenlosen Scharlatan, dem er „das Schlimmste, was einem Menschen passieren kann, die Zerstörung seines Lebenwerks“ zuschrieb. Die an die Macht gekommenen Nationalsozialisten waren nicht bereit, die von Heim ins Leben gerufenen genossenschaftlichen Vereine bestehen zu lassen und die gewonnenen Freiheiten für genossenschaftliche Entwicklungen zu dulden. Schon am 21. Juni 1933 erfolgten Hausdurchsuchungen bei führenden Funktionären der BVP, darunter beim ehemaligen bayerischen Ministerpräsidenten Heinrich Held und auch bei Georg Heim. Am 26. Juni wurden in Regensburg auch alle BVP-Stadträte in Schutzhaft genommen.
Dann wurde Heim von der Hauptabteilung III des neu geschaffenen sog. NS-Reichsnährstandes gezwungen, die Regensburger Genossenschaft mit der Münchener Genossenschaft zu fusionieren, ein Vorhaben, das er seit Jahren abgelehnt hatte. Die Fusion wurde am 14. Dezember 1933 vollzogen und Heim zog sich aus allen Ämtern zurück.
1934 hielt sich Heim in Sankt Ludwig versteckt. Angeblich bestand die Absicht, Heim im Zusammenhang mit dem Röhm-Putsch (Juli 1934) ermorden zu lassen, doch liegen dokumentarische Belege dafür nicht vor. 1938 starb Heim verbittert in Würzburg. Eine Trauerrede hatte er sich verbeten. Den Segen sprach der Jesuitenpater Rupert Mayer im Auftrag von Kardinal Faulhaber

## Ehrungen
Nach Heim benannt sind die Dr.-Heim-Straße in Regensburg, in der Bergstadt Auerbach/OPf , in Hemau, Neumarkt und in Pocking, die Dr.-Georg-Heim-Straße in Bad Kissingen und die Dr.-Georg-Heim-Allee in Landshut.

## Zitat
- Wir (Anm.: die Bayern) hatten schon eine Kultur, als sich in der Mark Brandenburg noch die Wildschweine den Arsch an den Fichten gewetzt haben.
- Was ich erlebt habe ist das Schwerste, was einem Menschen passieren kann, die Zerstörung seines Lebenswerks[2]